# Roger Pigaut
Roger Pigaut (8 de abril de 1919 - 24 de diciembre de 1989) fue un actor y director cinematográfico de nacionalidad francesa. 
Su nombre completo era Roger Paul Louis Pigot y nació en Vincennes, Francia. Casado con Joëlle Bernard, actuó en 40 filmes entre 1943 y 1980.
Pigaut falleció en París, Francia, en 1989, a causa de un paro cardiaco.

## Filmografía

### Actor
| - 1943 : Douce, de Claude Autant-Lara - 1943 : Retour de flamme, de Henri Fescourt - 1943 : Félicie Nanteuil, de Marc Allégret - 1944 : Sortilèges, de Christian-Jaque - 1945 : L'assassin n'est pas coupable, de René Delacroix - 1945 : L'Invité de la onzième heure, de Maurice Cloche - 1946 : Nuits d'alerte, de Léon Mathot - 1946 : La Rose de la mer, de Jacques de Baroncelli - 1947 : Aubervilliers, de Éli Lotar - corto, solo voz - - 1947 : Antoine et Antoinette, de Jacques Becker - 1948 : Les Condamnés, de Georges Lacombe - 1948 : Vire-vent, de Jean Faurez - 1948 : Bagarres, de Henri Calef - 1948 : Rapide de nuit, de Marcel Blistène - 1948 : Les Frères Bouquinquant, de Louis Daquin - 1948 : Cartouche, roi de Paris, de Guillaume Radot - 1950 : Un sourire dans la tempête, de René Chanas - 1950 : La Peau d'un homme, de René Jolivet - 1951 : Chicago-digest, de Paul Paviot - corto - - 1951 : L'Agonie des aigles, de Jean Alden-Delos - 1952 : La Maison dans la dune, de Georges Lampin - 1952 : La Caraque blonde, de Jacqueline Audry | - 1953 : Teodora, imperatrice di Bisanzia, de Riccardo Freda - 1954 : Napoléon, de Sacha Guitry - 1954 : Le Comte de Monte-Cristo, de Robert Vernay - 1955 : Mon chien, de Georges Franju – corto, solo voz - - 1955 : La Lumière d'en face, de Georges Lacombe - 1955 : Gli amori di Manon Lescaut, de Mario Costa - 1955 : La plus belle des vies, de Claude Vermorel - 1960 : Terreur sur la savane / Konga-Yo, de Yves Allégret - 1962 : À Valparaíso, de Joris Ivens - corto, solo voz - - 1965 : Le Mistral, de Joris Ivens - corto, solo voz - - 1965 : La Jeune Morte, de Roger Pigaut y Claude Faraldo - 1967 : J'ai tué Raspoutine, de Robert Hossein - 1967 : Indomptable Angélique, de Bernard Borderie - 1967 : Les Chevaliers du ciel, serie de TV, temporada 1 - 1968 : Angélique et le sultan, de Bernard Borderie - 1968 : Mayerling, de Terence Young - 1968 : Catherine, il suffit d'un amour, de Bernard Borderie - 1978 : Une histoire simple, de Claude Sautet |

### Televisión
- 1965 : Les Chevaliers du ciel, serie de TV, temporada 1
- 1968 : Les Chevaliers du ciel, serie de TV, temporada 2
- 1969 : Les Chevaliers du ciel, serie de TV, temporada 3
- 1970 : Mauregard, serie de Claude de Givray
- 1971 : Quentin Durward, de Gilles Grangier
- 1974 : Les Faucheurs de marguerites, de Marcel Camus

## Director
- 1957 : Le Cerf-volant du bout du monde, con Wang Kia-Yi
- 1965 : La jeune morte
- 1971 : Comptes à rebours
- 1972 : Trois milliards sans ascenseur
- 1975 : Le Guêpier
- 1977 : Miss (TV)

Ayudante de dirección
- 1963 : Germinal, de Yves Allégret

Guionista
- 1972 : Trois milliards sans ascenseur, de Roger Pigaut

## Teatro
- 1951 : Dîner de têtes, de Jacques Prévert, escenografía de Albert Médina, Fontaine des Quatre-Saisons
- 1953 : Kean, de Jean-Paul Sartre, escenografía de Pierre Brasseur, Teatro Sarah Bernhardt
- 1964 : Le temps viendra, de Romain Rolland, escenografía de Guy Kayat, Teatro Romain Rolland Villejuif
- 1965 : Le temps viendra, de Romain Rolland, escenografía de Guy Kayat, Teatro Récamier